# Federico Greco
Federico Greco (Roma, 11 novembre 1969) è un regista italiano.
È noto per aver diretto film come Il mistero di Lovecraft - Road To L. (2005), PIIGS (2017) e C'era una volta in Italia - Giacarta sta arrivando (2022).

## Biografia
Federico Greco nasce a Roma l'11 novembre 1969. Si laurea in cinema presso La Sapienza. Da trent'anni alterna il lavoro di sceneggiatore, regista e montatore di lungometraggi, documentari e serie con l'insegnamento del cinema. 
Esordice nel 1999 con Stanley and Us, una docuserie in 37 episodi e un pilota di 58' dedicata a Stanley Kubrick, realizzata tra il 1997 e il 2001 per RAISAT Cinema in collaborazione con Mauro Di Flaviano e Stefano Landini. La serie è attualmente in fase di riedizione internazionale col titolo Stanleyandus. Nel 2001 diviene un libro per edizioni "Lindau" e nel 2022 per "Art Digiland". 
In seguito scrive e dirige documentari di argomento cinematografico per RAISAT Cinema, tra cui Ambiguità e disincanto, sul cinema di Emidio Greco, e diversi cortometraggi presentati in concorso in festival internazionali. 
Nel 2005 realizza come regista e autore Il mistero di Lovecraft, 2005 (lungometraggio horror, con Roberto Leggio), un mockumentary preceduto da un breve falso documentario di 26' trasmesso da Studio Universal nel 2004, di cui Il mistero di Lovecraft sarebbe il backstage. Il mistero di Lovecraft viene presentato in numerosi importanti festival internazionali dedicati al genere horror, tra cui: Buenos Aires Rojo Sangre Film Festival (Argentina),  ICon Festival (Tel Aviv), Sitges Film Festival (Spagna), Festival Internazionale del cinema di Porto (Portogallo), Espoo Ciné (Helsinky), Nightmare Film Festival (Ravenna). Appassionato studioso e regista di mockumentary, realizza diversi altri falsi documentari dedicati ai temi degli assistenti sociali, per i quali tiene laboratori di scrittura dal 2021: Empaty, Stop Helping, Unlocky.
Nel 2013 scrive (con Igor Maltagliati) e dirige Nuit Americhèn, un cortometraggio finanziato dal Ministero dei Beni Culturali e presentato in concorso in diversi festival internazionali tra cui lo Screamfest LA (il Sundance dell’horror). È interpretato da Regina Orioli, Gianmarco Tognazzi, Alberto Di Stasio, Fausto Sciarappa e Francesco Scimemi nella parte del clown mannaro. 
Dopo diversi anni di ricerche e due di riprese, scrive, dirige e cura il montaggio di PIIGS, documentario di lungometraggio, con Adriano Cutraro e Mirko Melchiorre. Il film affronta il tema dell'austerità imposta ai Paesi cosiddetti PIIGS. Esce nelle sale italiane il 27 aprile 2017 con la voce narrante di Claudio Santamaria e la partecipazione di Noam Chomsky. È stato acquistato dalla RAI che lo ha trasmesso su RAI3 all'interno del programma Il mondo adesso. La versione internazionale (trasmessa da Russia Today e teleSUR) è narrata da Willem Dafoe. 
Con C'era una volta in Italia - Giacarta sta arrivando (2002), in co-regia con Mirko Melchiorre, Greco affronta il problema della privatizzazione della sanità pubblica a livello locale (Calabria), nazionale e globale raccontando le vicende di un gruppo di cittadini di Cariati che nel 2020-2021 hanno occupato l'ospedale pubblico per ottenerne la riapertura. Il film, che ha fatto un lungo tour cinematografico dal 5 dicembre 2022 all'estate del 2023, vede la partecipazione tra gli altri di Gino Strada, Roger Waters e Ken Loach, e la voce narrante di Peppino Mazzotta. C'era una volta in Italia è il secondo capitolo della cosiddetta "trilogia del neoliberismo", iniziata con PIIGS. È in produzione il terzo capitolo, dedicato alla scuola pubblica: D'istruzione pubblica.
Greco ha pubblicato cinque libri sul cinema, tra cui Star Wars – La poetica di George Lucas (edizioni "La nave di Teseo", 2021) e Cinema  e potere - Leggere la propaganda nella storia del cinema hollywoodiano (Poets and Sailors). Ha insegnato cinema all’Università La Sapienza, Accademia di Belle Arti di Perugia, Link Campus University. Ha scritto di cinema come giornalista e critico per alcune testate italiane (Cineforum e Musica! di Repubblica) e cura un vlog dal titolo “Desaparecinema” per OttolinaTV su cinema, politica e soft power.

## Filmografia

### Cinema
- Il mistero di Lovecraft - Road to L. (2005)
- Nuit Americhèn - cortometraggio (2013)
- Angelika - cortometraggio (2014)
- E.N.D. - The Movie (2015)
- PIIGS - documentario (2017)
- C'era una volta in Italia - Giacarta sta arrivando - documentario (2022)

### Televisione
- Stanley and Us - documentario (1997-2001)
- Il digitale nel cinema italiano - documentario (2001)
- Ambiguità e disincanto - documentario (2003)
- H.P. Lovecraft - Ipotesi di un viaggio in Italia - cortometraggio (2004)

## Riconoscimenti
- Miglior film per Il mistero di Lovecraft - Road to L. al Fantafestival 2005.